# Herbert (Family Guy)
John Herbert is een personage in Family Guy en wordt ingesproken door Mike Henry.
'Herbert the Pervert' is, zoals zijn bijnaam doet vermoeden, een vieze oude man. Maar in plaats van gluren naar jonge mooie vrouwen, heeft deze man de voorkeur voor minderjarige jongens. Hij heeft vooral een oogje op Chris en vraagt zijn ouders vaak of hun zoon een klusje bij hem thuis kan doen waarbij hij vaak moet bukken of zijn hemd moet uittrekken.
Hij heeft een hoge mannenstem en spreekt ook op een fluistertoon. Verder heeft hij een bejaarde hond Jesse die nog maar op twee poten kan lopen. Ook is Herbert een oorlogsveteraan die een vijand heeft; de Duitse SS-officier Franz Schlechtnacht die zijn achternaam veranderd heeft in 'Gutentag' en een ambachtelijk speelgoedwinkeltje runt.
Hoewel Herbert openlijk voor uit komt een pedofiel te zijn, lijkt iedereen in zijn omgeving, zelfs de intelligente Brian, daar geen bezwaar tegen te hebben. Stewie heeft hem in zijn eigen aflevering wel één keer toe geschreeuwd dat hij van zijn broers billen moet afblijven.